# Abschied
Abschied (en alemany: Adéu) és una pel·lícula de comèdia dramàtica alemanya del 1930 dirigida per Robert Siodmak i protagonitzada per Brigitte Horney, Aribert Mog i Emilia Unda.
Va ser rodat als Estudis Babelsberg a Berlín. Els decorats de la pel·lícula van ser dissenyats pel director d'art Max Knaake.

## Argument
Peter Winkler i la seva promesa Hella viuen junts a Berlín, en una casa d'hostes anomenada "Splendide", dirigida per la senyora Weber. Peter i Hella semblen ser les úniques persones felices de la casa, tots els altres són inadaptats de diversos tipus. Un dia, a Peter se li ofereix una plaça ben remunerada a Dresden. Espera que amb un major èxit professional finalment es pugui casar amb Hella. En aquest estat d'alegria, explica la notícia als altres convidats, però no a Hella, a qui vol sorprendre. Malauradament, alguns dels convidats no poden mantenir un secret i així Hella s'assabenta de la notícia. Ella, al seu torn, no li diu a Peter que ja tenia un vestit i un barret reservats en una botiga local, sense posseir la quantitat de diners requerida. En aquesta difícil situació, va demanar prestat els diners a un altre hoste masculí de la casa d'hostes. Mentre l'Hella està recollint les seves coses a la botiga, en Peter s'assabenta que l'Hella va agafar els diners en préstec i creu que l'ha enganyat. Sense esperar la seva tornada, abandona la casa d'hostes, per no tornar mai més.

## Repartiment
- Brigitte Horney com Hella, minorista
- Aribert Mog com a Peter Winkler, venedor ambulant
- Emilia Unda com a senyora Weber
- Konstantin Mic com a Bogdanoff
- Frank Günther com a Neumann, mestre de cerimònies
- Erwin Bootz com ell mateix
- Martha Ziegler com a Lina, criada
- Vladimir Sokoloff com el baró
- Esmée Symon com a primera germana de Lennox
- Gisela Draeger com a segona germana de Lennox
- Marianne Mosner com a tercera germana de Lennox
- Georg Nikolai
- Erwin Splettstößer
- Bruno Hoenscherle
- Daisy Rensburg

## Llançament
La pel·lícula es va estrenar el 25 d'agost de 1930 a Berlín.